# Gustav Pezold (Verleger)
Gustav Nikolaus Pezold (* 27. April 1891 in Friedrichshafen; † 13. Dezember 1961 in Schorndorf, Württemberg) war ein deutscher Verleger und Fregattenkapitän der Reserve.

## Leben
Im April 1909 trat Pezold in die Kaiserliche Marine ein, in der er es bis zum Oberleutnant zur See (Beförderung am 2. Mai 1915) brachte. Später war er bis November 1915 Kompanieoffizier in der II. Marine-Artillerie-Abteilung und zugleich Kommandeur des Leitstandes Crildumersiel. Während des Ersten Weltkrieges war er nach der U-Boots-Ausbildung ab Mai 1916 Wachoffizier auf U 49. Im September/Oktober 1917 führte er als Kommandant des Hilfsschiffs Equity zwei geheime Waffentransporte ins russische Finnland aus. Danach diente Petzold auf dem Großen Kreuzer Derfflinger wiederum als Wachoffizier bis Kriegsende. Am 24. November 1919 schied er unter der Verleihung des Charakters als Kapitänleutnant aus der Reichsmarine aus.
Er begann erst ein Studium und bemühte sich anfangs vergeblich gemeinsam mit seinem Freund und ebenfalls Crewmitglied 1909 Richard Jordan die Osiandersche Buchhandlung in Tübingen zu kaufen. Kurzfristig wurde ein Konkurrent in das Geschäft eingeführt, welcher sich aber vor Kaufabschluss als Betrüger herausstellte. Daher konnten Pezold und Jordan am 1. November 1920 doch die Buchhandlung für 205.772,18 Mark kaufen.
Politisch stand er zu dieser Zeit Hermann Ehrhardt nahe, der ihm das Kommando über die Organisation Consul in Tübingen übertrug. 1922 trat Pezold der NSDAP bei.
1930 wurde Pezold auf Vorschlag von Erwin Guido Kolbenheyer Leiter des Georg Müller Verlages. 1931 wurde dieser mit dem Albert Langen Verlag zum Langen Müller Verlag vereinigt, in dem Pezold den Posten des Leiters übernahm, den er bis 1938 beibehalten sollte. Als Verleger konnte Pezold unter anderem Knut Hamsun als Autoren gewinnen. Hans Grimm schrieb später, Pezold habe als „arbeitsfrohe, soldatische“ Erscheinung an der „Spitze des besten und saubersten Dichter-Verlages“ gestanden „den Deutschland für eine Reihe von Jahren gehabt hat.“
Kurz nach der „Machtergreifung“ der Nationalsozialisten veröffentlichte Pezold den Essay Schrifttum und Buchhandel und ihre Bedeutung im Leben der Nation, in dem sich der Autor als Verfechter „volksechter Dichtung“ und Gegner „volksfremder und lebensfeindlicher Literatenwerke“ präsentierte. Besondere Erfolge verbuchte er mit der von ihm gegründeten Literaturzeitschrift Das Innere Reich.
Im Januar 1938 wurde Pezold nach Reibereien mit der Führung der Deutschen Arbeitsfront (DAF), der der Langen-Müller Verlag seit 1933 gehörte, vom Aufsichtsrat des Verlages seines Postens als Verlagsleiter enthoben.
Im Zweiten Weltkrieg war Pezold von August 1939 bis Juli 1942 im OKW und wurde dort am 1. Juli 1941 zum Fregattenkapitän d. R. befördert. Anschließend war er im OKW bis Dezember 1942 Referent der Deutschen Waffenstillstandskommission in Wiesbaden. Er leitete dann, als Nachfolger von Konteradmiral Wever, bis Oktober 1943 die Gruppe Marine in der Waffenstillstandskommission des OKW. Im Mai 1945 wurde er aus der Marine verabschiedet.
Nach 1945 stellte sich Pezold dem Treuhänder des Langen-Müller Verlages Templer als freier Mitarbeiter für 350 RM und ohne Anstellung zur Verfügung.
Pezolds Nachlass lagert heute im Deutschen Literaturarchiv in Marbach.
1913 heiratete er Anna Leibnitz und hatte mit ihr sechs Kinder, zwei Töchter und vier Söhne.

## Schriften
- Das Waffenschiff. Geheime Waffenfahrten mit S. M. H. „Equity“ für Finnlands Freiheitskampf im Herbst 1918. Dulk, Hamburg 1943. Wurde nach Ende des Zweiten Weltkrieges in der Sowjetischen Besatzungszone auf die Liste der auszusondernden Literatur gesetzt.[7]